# Doki it
『Doki it』（ドキッと）は、なにわ男子の8枚目のシングル。2025年2月26日にストームレーベルズから発売され、同日よりサブスクリプションとダウンロード配信も開始された。

## 概要
2025年第1弾シングル。初回限定盤1（DVD/Blu-ray）、初回限定盤2（DVD/Blu-ray）、通常盤（CDのみ）、完全生産限定盤（DVD/Blu-ray）の4形態で発売された。
表題曲「Doki it」は、1月15日より全国で放映されているなにわ男子が出演するAOKIの「フレッシャーズフェア」CMソング。“「君」ってことが最強！”というメッセージが込められ、日常にはドキドキやワクワクが溢れていることを歌ったポジティブなロックチューンだが、アイドルポップス、ラップ、バンドサウンドからミクスチャーロックなどに変貌する一面もあり、メンバーの7人の個性を活かした歌割りがされている。2月2日には公式YouTubeでMVが公開された。吉川エリが監督を務めており、劇中ではドキドキしする新生活や新しい挑戦を応援する引越し準備中のメンバーの姿が描かれている。振付はハジメコが担当し、サビでは指ハートダンスが披露されている。2月26日にはダンスプラクティス動画も公開された。
全形態共通で収録されているカップリング曲「Don't Worry!!」（読み：ドントウォーリー）は、ソフトバンク「トビデル」のCMソング。都会的な雰囲気のポップサウンド曲で、こちらも「君は君のままでいい」といった力強いメッセージが込められている。2月28日に公開されたMVでは、ひとつの町を舞台にもし7人がなにわ男子としての人生を歩んでいなかったらという設定で「7人の人生のクロスロード」が描かれており、それぞれが仕事や人生を歩む中で出会い、やがて協力し合って道を進んでいく様子が描かれている。

## 特典
先着購入特典
- 初回限定盤1 - チケットホルダー（ファイルタイプ）
- 初回限定盤2 - 切手風ステッカーシート
- 通常盤 - クリアソロカード（メンバーソロ7種セット）
- 完全生産限定盤 - クリアポスターカレンダー（A3サイズ）

封入特典
- 初回限定盤1・2 - 20P歌詞ブックレット封入

## 収録曲
クレジット出典

### CD

#### 初回限定盤1
1. Doki it［3:39］
作詞：坂室賢一 / 作曲：坂室賢一、佐原康太 / 編曲：久下真音
AOKI「フレッシャーズフェア」『はじまりはAOKIから。』篇CMソング[32]
2. Don't Worry!!［3:33］
作詞：玉谷友輝 / 作曲：Nils Rulewski Stenberg、岡田一成、玉谷友輝
ソフトバンク「トビデル」CMソング[46]
3. ミライmuseigen［3:26］
作詞：KUSHITA、玉谷友輝 / 作曲：KUSHITA、玉谷友輝、たんしょそら / 編曲：たんしょそら
4. ミライmuseigen（オリジナル・カラオケ）［3:22］

#### 初回限定盤2
1. Doki it
2. Don't Worry!!
3. Love Triangle［4:46］
作詞：坂室賢一 / 作曲：坂室賢一、佐原康太 / 編曲：佐原康太
4. Love Triangle（オリジナル・カラオケ）［4:42］

#### 通常盤・完全生産限定盤
1. Doki it
2. Don't Worry!!
3. CHAU-CHAU［3:35］
作詞：岡谷柚奈 / 作曲：Hiromu、MONJOE、岡谷柚奈 / 編曲：Hiromu
4. TICKET［3:49］
作詞：MiNE / 作曲：川口進、MiNE、佐原康太 / 編曲：佐原康太
5. Doki it（オリジナル・カラオケ）［3:39］
6. Don't Worry!!（オリジナル・カラオケ）［3:33］
7. CHAU-CHAU（オリジナル・カラオケ）［3:34］
8. TICKET（オリジナル・カラオケ）［3:45］

### DVD/Blu-ray

#### 初回限定盤1
- 「Doki it」Music Video & Making

#### 初回限定盤2
- 「Don't Worry!!」Music Video & Making

#### 完全生産限定盤
- 「なにわ男子と年跨ぎ2024→2025」LIVE & Making
2024年の大みそかに配信された「なにわ男子と年跨ぎ2024→2025」のLIVE映像に加え、リハーサルやライブ当日に密着した未公開映像[28]。

## チャート成績
初週32.5万枚を売り上げ、2025年3月10日付「オリコン週間シングルランキング」初登場1位を獲得。デビューシングル『初心LOVE』から8作連続・通算8作目の1位を達成した。同じく「オリコン週間合算シングルランキング」でも週間33万5101PTを記録し、通算8作目となる1位を獲得した。